# Alacska, Borsod-Abaúj-Zemplén
Alacska este un sat în districtul Kazincbarcika, județul Borsod-Abaúj-Zemplén, Ungaria, având o populație de 824 de locuitori (2011). 

## Demografie
Componența etnică a satului Alacska
     Maghiari (100%)
Componența confesională a satului Alacska
     Reformați (66,26%)
     Fără religie (9,83%)
     Romano-catolici (7,65%)
     Greco-catolici (1,33%)
     Necunoscută (14,93%)
     Alte religii (1,33%)
Conform recensământului din 2011, satul Alacska avea 824 de locuitori. Din punct de vedere etnic, majoritatea locuitorilor (100,0%) erau maghiari.  Din punct de vedere confesional, majoritatea locuitorilor (66,26%) erau reformați, existând și minorități de persoane fără religie (9,83%), romano-catolici (7,65%) și greco-catolici (1,33%). Pentru 14,93% din locuitori nu este cunoscută apartenența confesională.